# Alexis Floyd
Alexis Floyd, est une actrice, chanteuse, musicienne, danseuse, compositrice et chorégraphe américaine née le 22 décembre 1993 à Cleveland, Ohio, aux États-Unis au origine afro-américaine.

## Biographie
Alexis Floyd est née à Cleveland, dans l'Ohio, où elle grandit avec son frère et ses deux parents. Elle commence à jouer du violon à l'âge de 3 ans. Elle fait également de la danse classique et du patinage, elle découvre le théâtre à l'adolescence.
Elle a obtenu un diplôme de théâtre et comédie musicale de l'Université Carnegie-Mellon.
Elle est chanteuse en parallèle de sa carrière d'actrice, elle sort un EP, elle travaille également comme chorégraphe pour des courts métrages et des clips vidéo.
Avant d'obtenir le rôle de Neff Davis dans Inventing Anna, elle a travaillé comme réceptionniste dans un club de Yoga,.
En 2022, il est annoncé qu'elle rejoint le casting de la dix-neuvième saison de la célèbre série médicale Grey's Anatomy, elle y interprètera le rôle du Dr Simone Griffith, jeune résidente en chirurgie .

## Filmographie

### Télévision
- 2019 : De celles qui osent : Tia Clayton
- 2022 : Inventing Anna : Neff Davis
- 2022 : Grey's Anatomy :  Dr Simone Griffith